# Сколии
Ско́лии, или сколиевые осы (лат. Scoliidae) — семейство перепончатокрылых насекомых (Hymenoptera) из подотряда жалоносные (Apocrita).

## Описание
Крупной или средней величины насекомые, длиной от 10 до 60 мм, густо покрыты волосками. Крылья в размахе могут достигать 100 мм и более.

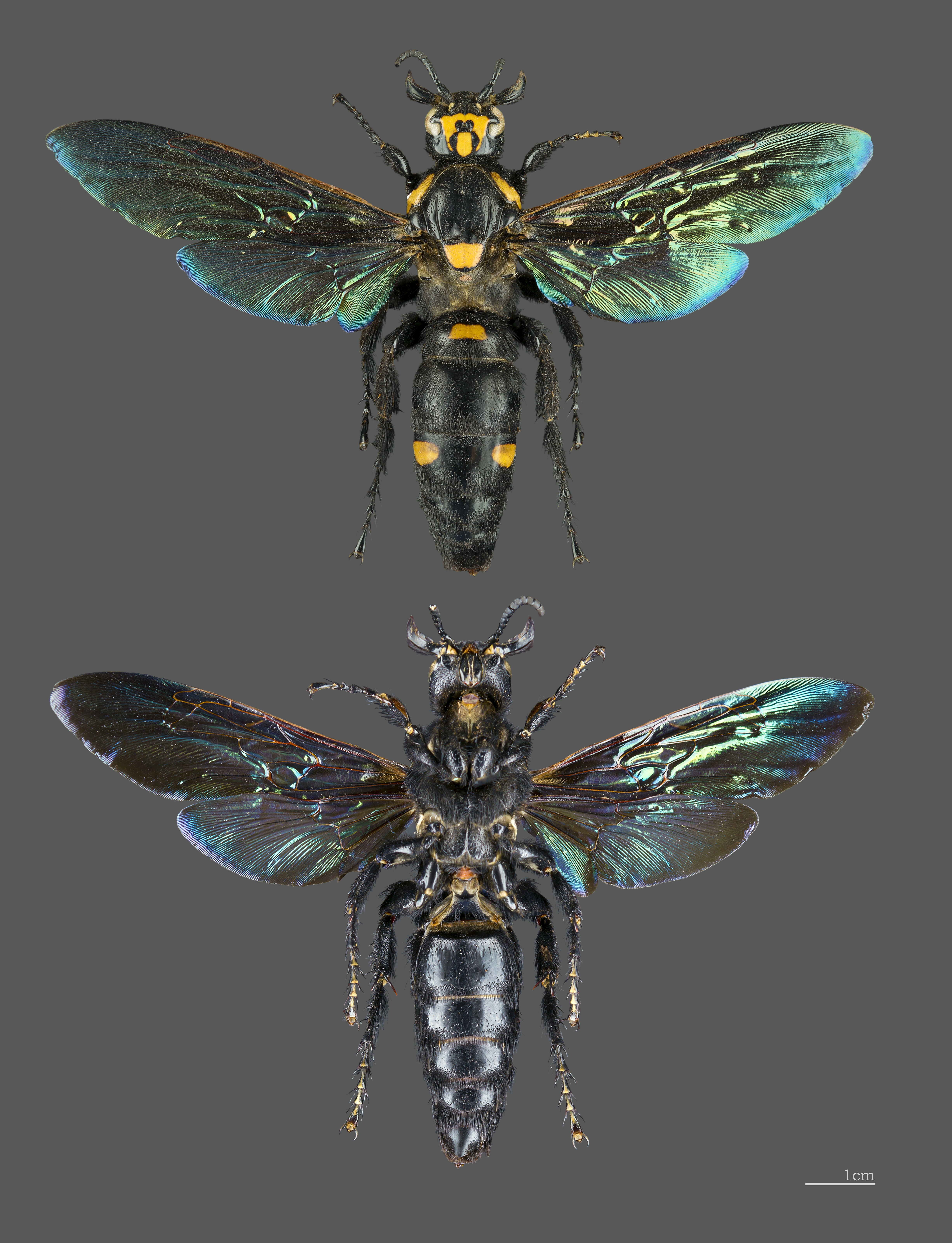
Megascolia procer

Самое крупное перепончатокрылое — Megascolia procer из Юго-Восточной Азии. Крупнейшие самки достигают в длину 5 см, а размах крыльев — до 10 см Крупнейшая в Европе сколия-гигант (Scolia maculata) достигает 4,5 см. Осы преимущественно чёрного цвета, часто с жёлтыми, белыми, красными или оранжевыми пятнами или лентами.

### Половой диморфизм
Половой диморфизм у Scoliidae чрезвычайно велик, и самки и самцы одного вида часто не могут быть легко ассоциированы между собой. Самки обычно более коренастые и крупные, чем соответствующие самцы, а оба пола часто значительно отличаются по окраске. Самцы одного вида также могут значительно отличаться по размеру. В коллекции экземпляров Phalerimeris carinifrons (Turner, 1909), собранной в различных частях юго-западной Австралии, есть самцы длиной от 11 до 20 мм, тогда как самцы Megacampsomeris prismatica (Smith, 1855), зарегистрированные в Гонконге, варьировали от 13 до 20 мм в длину.

## Биология
Взрослые осы — опылители. Личинки ос-сколий являются эктопаразитами личинок некоторых жуков (майского жука, жука-носорога, долгоносиков).

## Палеонтология
В ископаемом состоянии известны с раннего мела. Из мезозоя, в частности, были описаны Archaeoscolia hispanica (130 млн лет, Испания), Archaeoscolia senilis (Монголия, 120 млн лет), Protoscolia sinensis (130 млн лет, Китай), Cretoscolia montsecana (130 млн лет, Испания) и другие виды.

## Распространение
Большинство видов сколий обитают в тропической и субтропической областях, лишь некоторая часть видов заходит на север, в Палеарктику, по данным Остена (Osten, 1999), в палеарктическом регионе встречается более 100 видов.; в бывшем СССР встречается около 25 видов.
По данным каталога перепончатокрылых России (2017) в мире более 560 видов (43 или до 143 родов), в Палеарктике 100 (11), в России 20 видов (5 родов).
В Гонконге 16 видов.

## Классификация
Известно более 500 видов, распределённых по нескольким десяткам таксонов родового уровня, статус которых долгое время оставался неясным. Аргаман (1996), пытаясь исправить «катастрофическое» состояние таксономии сколиид, сумел лишь еще больше запутать ситуацию. Он ввел множество новых таксонов в ключ к родам сколиид, разделив семейство на не менее чем четыре подсемейства, 28 триб и 143 рода. Многие из этих таксонов были плохо определены и практически неразличимы. Последующие авторы либо игнорировали систему Аргамана (например, Gupta and Jonathan 2003), либо прямо отвергали ее (Osten 2005). В итоге почти все таксоны Аргамана были синонимизированы. Выделяют 4 подсемейства, из которых два ископаемых.

### Современные подсемейства
- Подсемейство Proscoliinae Rasnitsyn, 1977[18]
  - Proscolia Rasnitsyn, 1977
    - Proscolia spectator Day, 1981[19]

  - †Sinoproscolia Zhang, Zhang, Rasnitsyn & Jarzembowski, 2015
- Подсемейство Scoliinae Latreille, 1802
  - Триба Campsomerini Bartlett, 1912[20]
    - Подтриба Campsomerina Bartlett, 1912
      - Aelocampsomeris Bradley, 1957
      - Aureimeris  Betrem in Betrem & Bradley, 1972[20]
      - Australelis  Betrem, 1962
      - Bellimeris  Argaman, 1996[12]
      - Campsomeriella  Betrem, 1941
        - Campsomeriella thoracica  (Fabricius, 1787)

      - Campsomeris  Guérin-Méneville, 1838
      - Cathimeris  Betrem in Betrem & Bradley, 1972[20]
      - Charimeris  Betrem in Betrem & Bradley, 1972[20]
      - Colpacampsomeris  Argaman, 1996[12]
      - Dasyscolia  Bradley, 1951
        - Dasyscolia ciliata  (Fabricius, 1787)

      - Dielis  Saussure & Sichel, 1864
      - Extrameris  Betrem in Betrem & Bradley, 1972[20]
      - Laevicampsomeris  Betrem, 1933
      - Leomeris  Betrem in Betrem & Bradley, 1972[20]
      - Lissocampsomeris  Bradley, 1957
      - Megacampsomeris  Betrem, 1928
      - Megameris  Betrem, 1967
      - Micromeriella Betrem in Betrem & Bradley, 1972[20]
        - Micromeriella curreola  (Klug, 1832)

      - Peltatimeris  Betrem in Betrem & Bradley, 1972[20]
      - Phalerimeris  Betrem in Bradley & Betrem, 1967[21]
      - Pseudotrielis  Betrem, 1928
      - Pygodasis  Bradley, 1957
      - Radumeris  Betrem, 1962
      - Rhabdotomeris  Bradley, 1957
      - Sericocampsomeris  Betrem, 1941
      - Sphenocampsomeris  Bradley, 1957
      - Stygocampsomeris  Bradley, 1957
      - Tenebromeris  Betrem, 1963
      - Trisciloa  Saussure, 1863
      - Tristomeris  Argaman, 1996[12]
      - Turbatimeris  Betrem in Betrem & Bradley, 1972[20]
      - Xanthocampsomeris  Bradley, 1957

    - Подтриба Trielidina Betrem, 1972 (= Colpinae Argaman, 1996)
      - Colpa  Dufour, 1841 (= Campsoscolia Betrem, 1933, Trielis Saussure, 1863)
        - Colpa klugii  (Vander Linden, 1827)
        - Colpa sexmaculata  (Fabricius, 1781)
        - Colpa quinquecincta  (Fabricius, 1781)

      - Crioscolia  Bradley, 1951
      - Guigliana  Betrem in Bradley & Betrem, 1967[21]

  - Триба Scoliini Latreille, 1802
    - Austroscolia  Betrem, 1927
    - Betremia  Bradley, 1950
    - Bradleyella  Krombein, 1963[22]
    - Carinoscolia  Betrem, 1927
    - Diliacos  Saussure & Sichel, 1864
    - Laeviscolia  Betrem, 1928
    - Liacos  Guérin-Méneville, 1838
    - Megascolia  Betrem, 1928
      - Megascolia bidens  (Linnaeus, 1767)
      - Megascolia maculata  (Drury, 1773) — Сколия-гигант

    - Microscolia  Betrem, 1927
    - Mutilloscolia  Bradley, 1959[23]
    - Pyrrhoscolia  Bradley, 1959
    - Rostopasca  Argaman, 1996[12]
    - Scolia Fabricius, 1775

### Ископаемые подсемейства
- †Archaeoscoliinae Rasnitsyn, 1993[24]
  - †Archaeoscolia Rasnitsyn, 1993
    - †Archaeoscolia hispanica (130 млн лет, Испания)
    - †Archaeoscolia senilis (120 млн лет, Монголия)

  - †Cretoscolia Rasnitsyn, 1993
    - †Cretoscolia montsecana (130 млн лет, Испания)
    - †Cretoscolia conquensis (130 млн лет, Испания)
    - †Cretoscolia brasiliensis (120 млн лет, Бразилия)
    - †Cretoscolia rasnitsyni (120 млн лет, Китай)

  - †Floriscolia Rasnitsyn, 1993
  - †Protoscolia Zhang, Rasnitsyn & Zhang, 2002
    - †Protoscolia sinensis (130 млн лет, Китай)
- †Palaeoscoliinae Antropov in Antropov et al., 2014[25]
  - †Palaeoscolia Antropov in Antropov et al., 2014
- incertae sedis
  - †Araripescolia Nel, Escuillie & Garrouste, 2013[26]

## Некоторые виды
- Scolia hirta — Сколия волосатая
- Scolia anatoliae
- Scolia asiella
- Scolia carbonaria
- Scolia cypria
- Scolia erythrocephala
- Scolia fallax
- Scolia flaviceps
- Scolia fuciformis
- Scolia galbula
- Scolia hortorum
- Scolia orientalis
- Scolia quadripunctata — Сколия четырёхточечная
- Scolia sexmaculata